# Hazel Douglas
Hazel Douglas (2 de noviembre de 1923 - 8 de septiembre de 2016) fue una actriz británica. La mayoría de sus trabajos han sido en series de televisión británica. Douglas es quizás más conocida por su participación en la séptima película de la saga de Harry Potter, Harry Potter y las Reliquias de la Muerte: parte 1 (2010), en la cual interpretó a la anciana Bathilda Bagshot, autora del libro Historia de la Magia e íntima amiga de Albus Dumbledore. Este personaje sería su primer papel importante dentro de su carrera a nivel internacional, luego de haber realizado trabajos de actuación en televisión por más de 50 años.
Hazel Douglas falleció a los 92 años, el 8 de septiembre de 2016.

## Filmografía

### Cine y televisión
- Queen of the Jubilee (cortometraje) (2014) - Bertha
- Suspects (1 episodio) (2014) - Edna Locke
- The Great Martian War 1913 - 1917 (largometraje documental para televisión) (2013) - Alice Hale
- Vicious (1 episodio) (2013) - Mildred Bixby
- Agatha Christie's Poirot (1 episodio) (2013) - Mrs. Matcham
- Playhouse Presents (1 episodio) (2013) - Mamá de Tony
- The Cricklewood Greats  (película para televisión) (2012) - Agnes Sand
- Doctors (2 episodios) (2011) - Maureen Bright
- Albatross (2011) - Abuela
- Psychoville (1 episodio) (2011) - Mrs. Weddingham
- Rock & Chips (1 episodio) (2010) - Abuela de Glenda
- Love at First Sight (cortometraje) (2010) - Mrs. Wachtenberg
- Harry Potter y las Reliquias de la Muerte: parte 1 (2010) - Bathilda Bagshot
- The Increasingly Poor Decisions of Todd Margaret (1 episodio) (2010) - Poppy Seller
- The IT Crowd (1 episodio) (2008) - Joan
- Gavin and Stacey (1 episodio) (2008) - Betty
- Run Fatboy Run (2007) - Mujer mayor
- Casualty (3 episodios) (1997-2007) - Cath Squire (2007); Mrs. Simmons (2001); Mrs. Minton (1997)
- The Royal (1 episodio) (2006) - Sybil Roper
- The Bill (2 episodios) (2001-2005) - Pearl Molenaar (2005); Nora Dean (2001)
- Asylum (2005) - Lilly
- Eyes Down (7 episodios) (2004) - Kathline
- The Worst Week of My Life (4 episodios) (2004) - Granny Cook
- In Denial of Murder (2004) - Mrs. Hallum
- The Parole Officer (2001) - Mujer mayor en galería de arte
- Where The Heart Is (9 episodios) (1998-1999) - Nell
- Wing and a Prayer (1 episodio) (1999) - Betty Clarke
- Gimme, Gimme, Gimme (1 episodio) (1999) - Señora en la parada de autobuses
- Stone, Scissors, Paper (1997) - Hannah
- Sunny Spells (1997) - Daisy
- Face (1997) - Linda
- My Good Friend (1 episodio) (1996) - Helen
- Dangerfield (1 episodio) (1995) - Mrs. Atwood
- The Young Poisoner's Handbook (1995) - Edna
- Closing Numbers (1993) - Mary
- Portrait of a Marriage (1 episodio) (1990) - Propietaria
- The Nineteenth Hole (2 episodios) (1989) - Esposa del presidente (episodio 4); Dama (episodio 2)
- Nanny (1 episodio) (1981) - Nanny Doulton
- Play For Today (1 episodio) (1980) - Enfermera nocturna
- Testament of Youth (1 episodio) (1979) - Tía Florence
- Within These Walls (1 episodio) (1975) - Oficial de prisión Raven
- Shoulder To Shoulder (1 episodio) (1974) - Alice Marlowe
- The Liver Birds (1 episodio) (1974) - Dama en el restaurante
- Dixon of Dock Green (2 episodios) (1964-1967) - Mrs. Lester (1967); Alice Yardley (1964)
- The Wednesday Play (1 episodio) (1966)- Miss Hawk
- Coronation Street (2 episodios) (1965) - Nancy
- No Hiding Place (1 episodio) (1965) - Mrs. Lynch
- Laughter from the Whitehall (2 episodios) (1964) - Beth (episodio "Dry Rot"); Audrey Cuttle (episodio "One Wild Oat")
- BBC Sunday-Night Play (1961-1963) (3 episodios) - Deirdre Chapman (1963); Winnie (1962); sin acreditar (1961)
- Dial RIX (3 episodios) (1962-1963) - Deirdre Chapman (1963); Doreen Parsons (1963); Mrs. Birkett (1962)
- Brian Rix Presents: Will Any Gentleman (película para televisión) (1961) - Beryl
- Ask Mr. Pastry (1 episodio) (1961) - Judy Carter
- The Night We Got The Bird (1961) - Dama con gafas
- Sheep's Clothing (2 episodios) (1960) - Mrs. Morgan
- Leave It to Pastry (1 episodio) (1960) - Lady Grunt
- Skyport (un episodio) (1960) - Jenny Connell
- BBC Sunday-Night Theatre (10 episodios) (1956-1959) - Varios personajes
- Three Golden Nobles (1 episodio) (1959) - Alice
- Dry Rot (película para televisión) (1955) - Beth Barton
- The Infinite Shoeblack (película para televisión) (1952)
- Trilby (película para televisión) (1947) - Angèle